# عملية A
عملية أ تشير إلى إحدى العمليات العاطفية أو الاستجابات الداخلية لنظرية عملية الخصم. تكون العملية أ في جزء كبير منها مسؤولة عن رد الفعل العاطفي الأولي والسريع والفوري عادة على التحفيز. تعتبر النظرية أنها عملية أولية وقد تكون إيجابية أو سلبية بشكل مؤثر، ولكنها ليست محايدة. تقترح النظرية أيضًا أن هذه العملية تتسبب تلقائيًا في عملية ب، والتي هي عكس ذاتًيا وفسيولوجيًا في اتجاه العملية أ.
هناك استجابة ذروية لأي محفزات عاطفية تحدث عادة بسرعة، وعادة ما تكون خارج الصدمة، ولكنها تستمر فقط طالما أن المحفزات موجودة. بالمعنى الفسيولوجي، فإن العملية هي المكان الذي يتسع فيه التلاميذ، ويزداد معدل ضربات القلب، ويندفع الأدرينالين.

## أ ب عملية
وبالتالي، ترتبط عمليتا «أ» و «ب» ارتباطًا مؤقتًا ولكن يٌعتقد أنهما يعتمدان على آليات بيولوجية عصبية مختلفة. عملية ب، الجزء الآخر من نظرية عملية الخصم، بعد الصدمة الأولية، أو العاطفة ويتم استحضارها بعد تأخير قصير. 
تتداخل عملية أ وب في منطقة متوسطة إلى حد ما. في حين أن العملية لا تزال سارية في الارتفاع، مما يؤدي في النهاية إلى تسوية ب المفعول، تبدأ عملية الارتفاع الأولى في العملية في العاطفة. تنتهي العملية أ بمجرد انتهاء الحافز أو إجازته أو انتهائه. من الناحية الفسيولوجية، هذا هو المكان الذي يعود فيه التنفس إلى طبيعته، ويتباطأ النبض إلى معدله الطبيعي، ويبدأ معدل ضربات القلب في الانخفاض. يمكن التفكير عملية ب على أنها «ما بعد رد فعل». بمجرد انتهاء عملية ب في عملية يعود الجسم إلى التوازن ويعود العواطف إلى خط الأساس.
أظهر البحث في آليات الدماغ من إدمان المخدرات كيف تتساوى العملية أ مع المتعة المستمدة من المخدرات وبمجرد أن تضعف، يتبعها تعزيز عملية ب، وهي أعراض الانسحاب.